# Mostarsko polje
Mostarsko polje (ili Bišće polje) je kotlina rijeke Neretve, u Hercegovini.
Nalazi se južno od Mostara koji leži u Mostarskoj kotlini koju od Mostarskog polja odvaja Humska sutjeska između Huma (436 m) na zapadu i površi Podveležja na istoku. Pruža se dinarskim smjerom. U Mostarskom polju nalaze se južna mostarska predgrađa (Rodoč, Jasenica, Ortiješ, Lakševine, ...), industrijska zona s Aluminijskim kombinatom, Zračna luka Mostar te Mostarski sajam. 
Po obodu kotilne u vapnencima su usječene terase i izrađena površ koja okružuju polje. Poput Bijelog polje i Mostarske kotline i Mostarsko je polje ispunjeno fluvio-glacijalnim naslagama.